# Південна провінція (Шрі-Ланка)
Південна провінція (синг. දකුණු පළාත Dakunu Palata, там. தெற்கு மாகாணம் Thaen Maakaanam) — провінція Шрі-Ланки. Населення — 2 465 626 осіб (2012). Сільське господарство і ловля риби — головне джерело доходу для величезної кількості жителів цієї області.
Міста: Ґалле, Матара, Хамбантота
Площа Центральної провінції становить 5544 км². Площа суші — 5383 км². Площа водної гладі — 161 км².
Адміністративно ділиться на 3 округи:
- Ґалле
- Матара
- Хамбантота